# Sorry (chanson de Madonna)
Pour les articles homonymes, voir Sorry.
Singles de Madonna
Hung Up
(2005) Get Together
(2006)
Pistes de Confessions on a Dance Floor
Get Together
(2) Future Lovers
(4)
Sorry est une chanson de l'artiste américaine Madonna issue de son dixième album studio Confessions on a Dance Floor. Écrite et produite par Madonna et Stuart Price, la chanson sort en tant que second single de l'album le 7 février 2006 et apparaît sur la compilation Celebration de la chanteuse, sortie en 2009. Le titre dance au tempo modérément rapide est l'un des premiers développés pour l'album, mais aussi celui ayant nécessité le plus de temps à finaliser. Un des remix de la chanson est produit par les Pet Shop Boys et contient des éléments vocaux supplémentaires ajoutés par le groupe. Le titre, bien qu'écrit en anglais, utilise des extraits de différentes langues, et traite d'émancipation personnelle et d'autonomie.
Le titre reçoit un accueil positif de la part de la presse, déclarant par exemple qu'il s'agit de la piste la plus forte de Confessions on a Dance Floor. D'autre part, certains critiques notent également les rythmes influencés par le disco de la chanson tout en les comparant aux chansons dance plus anciennes de la chanteuse. Sorry arrive numéro 1 en Grèce, en Italie, en Espagne, et au Royaume-Uni. Le titre est dans le Top 10 dans d'autres pays comme l'Australie, la France, l'Allemagne, les Pays-Bas et l'Irlande. Sorry se fait une place dans le magazine Billboard dans les sections Hot Dance Airplay et Dance Clup Chart. C'est le seul single de l'artiste qui n'est pas entré dans le Canadian Singles Chart.

## Genèse
Sorry est l'une des premières chansons écrites pour l'album Confessions on a Dance Floor, au côté de Hung Up et Future Lovers. C'est aussi le titre ayant pris le plus de temps à terminer car Madonna trouvait « qu'il était trop mélodramatique », n'arrivant jamais « à décider si le titre était bien ». Comme pour le reste des chansons de l'album, Sorry a été inspirée des différents remixes de ses singles précédents. Elle explique ainsi « A chaque fois que je fais des disques, j'aime souvent mieux les remixes que les originaux. [...] Alors je me suis dis, rien à faire. Je vais partir de ce point de vue. ». Dans une entrevue au magazine Rolling Stone en 2009, Madonna explique que la chanson fait partie des titres qu'elle ait écrits et qui la fasse se sentir « attardée » lorsqu'elle les chante, au côté de Cherish et Into the Groove.
Avant la sortie de Confessions on a Dance Floor, Madonna joue Sorry et Hung Up dans la discothèque Luke & Leroy's du quartier new-yorkais de Greenwich Village à l'occasion de la soirée Misshapes du 22 octobre 2005, dans laquelle elle est invitée par Junior Sanchez pour se mettre brièvement à la place du DJ et jouer puis remixer ses deux chansons.

## Composition
Sorry est une chanson de style dance décrite par le magazine Billboard comme contenant « une voix vigoureuse et de vivaces et tourbillonnantes couches de percussions addictives et accrocheuses »,. La chanson se situe dans une signature rythmique commune 4/4 et possède un tempo dance modérément rapide de 132 battements par minute. Composée en do mineur, la progression d'accords suit mi –dom–la –si  pendant l'introduction parlée, fam–rém–dom pendant le refrain, puis la –dom–la –fam pendant les couplés intermédiaires. Sal Cinquemani de Slant Magazine note que le titre s'approprie la ligne de basse de la chanson Can You Feel It des Jacksons. Enfin, la gamme vocale de la chanteuse se situe, quant à elle, entre les notes fa3 et sol4.
Bien que les paroles soient en anglais, ces dernières utilisent des éléments issus de différentes langues : français, espagnol, italien, néerlandais, hébreu, hindi, polonais et japonais. Les paroles de la chanson parlent d'émancipation personnelle et d'autonomie, notamment avec « I can take care of myself », dénotant ainsi un changement d'orientation de Madonna par rapport à ses précédents singles axés sur la suprématie du dance-floor et dans lesquels elle évoque la musique en elle-même, comme Everybody, Vogue ou Music.
Dans l'ordre d’énonciation, les extraits de différentes langues utilisés sont :
| - Français: Je suis désolée - Espagnol: Lo siento (« Je suis désolé ») - Néerlandais: Ik ben droevig (« Je suis triste ») - Italien: Sono spiacente (« Je suis désolé » ~ d'une façon très formelle) - Espagnol: Perdóname (« Pardonne-moi ») | - Japonais: ごめんなさい / gomen nasai (« Je suis désolé ») - Hindi: Mujhe maaf karo (« Pardonne-moi ») - Polonais: Przepraszam (« Je suis désolé ») - Hébreu: סליחה / Sleechah (« Excuse-moi ») - Anglais: Forgive me (« Pardonne-moi ») |

Parmi les remixes présents dans les différentes versions du single, le remix des Pet Shop Boys comprend des paroles supplémentaires interprétées par le membre du duo Neil Tennant. Une forme d'admiration mutuelle s'est établie entre Madonna et les Pet Shop Boys depuis l'époque où le duo écrivit la chanson heart pour la chanteuse en 1988, bien que le titre ne lui fut pas livré à temps. D'autre part, cette version de Sorry contient des éléments d'I Wanna Dance with Somebody (Who Loves Me) de Whitney Houston, ainsi qu'une ligne de basse plus prononcée et un double break dans l'introduction. Le son est aussi plus agressif, grâce à l'utilisation d'un synthé principal musclé et d'un hook discret et sérieux. Enfin, un break aux alentours de la 5e minute conduit au retour des percussions battantes du remix.

## Accueil

### Critiques de la presse

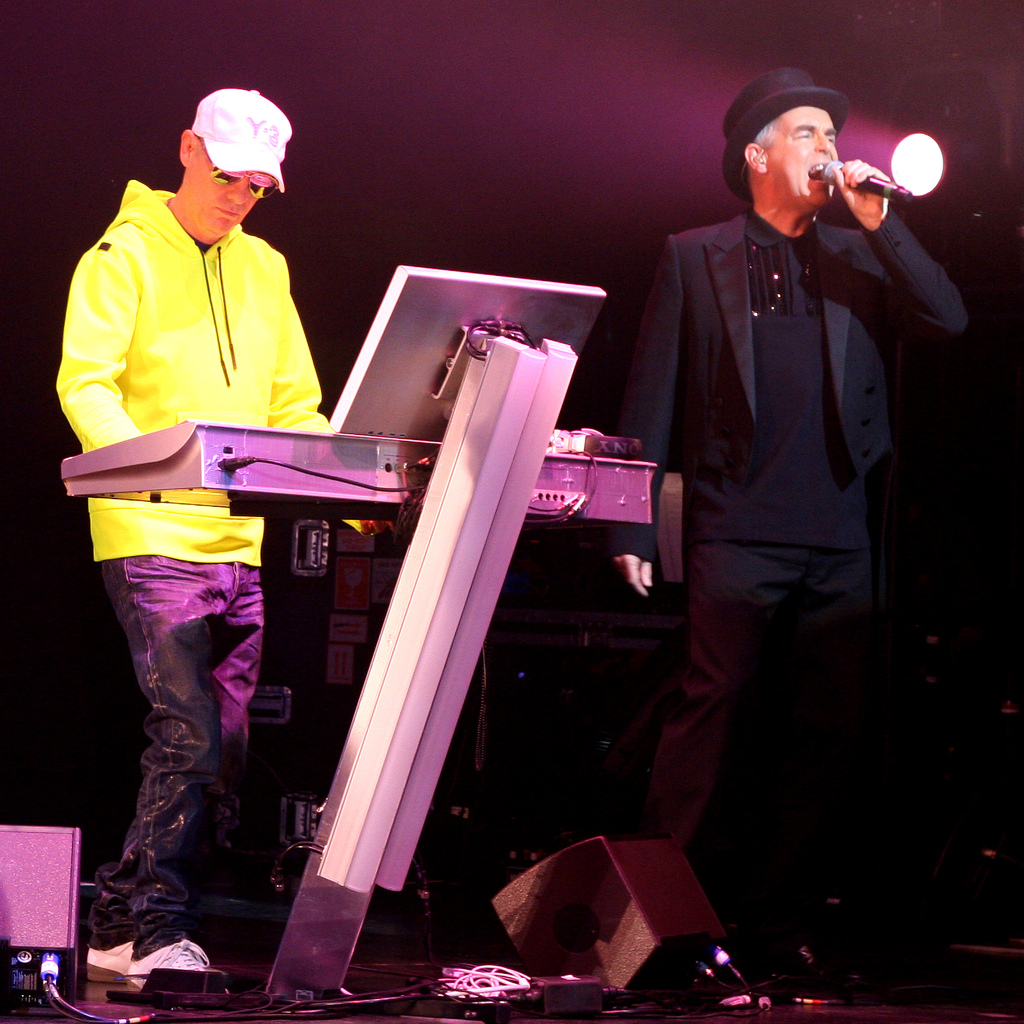
Les Pet Shop Boys produisent un remix de Sorry dont les éléments seront réutilisés par Madonna pendant le Confessions Tour en 2006.

Pour Jennifer Vineyard de MTV News, Sorry est « la piste la plus forte de l'album », qu'elle qualifie ensuite de « Pet Shop Boys-esque ». Vineyard ajoute que la chanson « évoque avec nostalgie les sons des boîtes de nuit de la décennie 80 qui ont en premier mené Madonna vers la célébrité. ». Selon le magazine culturel Collective de la BBC, « Sorry affirme la position incorrigible de la Reine Madge [Madonna], et bien que la chanson soit plongée dans le relationnel, on ne peut s'empêcher d'entendre le sous-entendu, peut-être dirigé contre ses détracteurs les plus virulents : « il y des choses plus importante que de t'entendre parler » [« there are more important things than hearing you speak »] ». Alan Braidwood de BBC Music parle de chanson « léthalement accrocheuse » et Sal Cinquemani de Slant Magazine fait figurer le titre parmi les 10 meilleures chansons de l'année 2006,. Dans une critique du single, Virgin Media note que Sorry présente « un combo solide et relativement contagieux de pumping, de synthétiseurs filtrés et de rythmes disco destiné à atteindre avec facilité le sommet des classements » et lui attribut la note de 3 sur 5.
Gordon J. Murray de Billboard commente en faisant un jeu de mots avec le single précédent que Sorry « devrait garder les fans suspendu [« hung up »] à la capacité de Madonna à créer un classique instantané des clubs et des radios ». D'autre part, Keith Caulfield du même magazine considère à l'occasion d'une critique de Confessions on a Dance Floor que la chanson fait partie des « pistes les plus légères de l'album » et lui attribue l'adjectif « trépidante ». Pour Ben Williams du magazine New York, la chanson est « propulsée par une mélodie des basses entrainante ». Dans sa critique de Confessions on a Dance Floor, Joan Morgan de The Village Voice écrit : « La fête continue admirablement avec le multilingue frappe-ton-homme-sur-le-bord-du-trottoir Sorry. » De manière similaire, Stephen M. Deusner de Pitchfork déclare qu'après Get Together, « les cascades sonores s'infiltrent directement dans Sorry, instaurant les excuses de toutes les langues et les tectoniques de basses changeantes de la chanson ». Pour Jon Pareles du New York Times, la première moitié de l'album est composée de chansons d'amour, heureuses et tristes, et y inclut Sorry. Alan Light du magazine Rolling Stone qualifie la chanson de « palpitante » et Alexis Petridis du Guardian le refrain de « triomphant »,. Kitty Empire, du même quotidien, explique que « Sorry voit Madonna mettre un amant à l'épreuve d'une poussée de dance-pop insistante ». Enfin, Thomas Inskeep de Stylus déclare que Hung Up et Sorry, ne sont peut-être pas aussi « sordides » que d'anciens titres de Madonna comme Physical Attraction ou Burning Up, mais qu'ils ont le même modus operandi pour être capable de « vous faire transpirer jusqu'à l'aube ».

### Performance commerciale
Aux États-Unis, Sorry débute à la 70e position du Billboard Hot 100, la semaine du 11 mars 2006, et parvient à cumuler à la 58e position du classement la semaine suivante. La même semaine, le single réussi à atteindre la 46e place dans le Pop 100. La faible performance aux États-Unis est attribuée à une diffusion limitée à la radio. Une pétition est alors signée par environ 3000 fans sur petitionline.com. Connue sous le nom de « End the Madonna U.S. Radio Boycott » (Mettre fin au boycott de Madonna sur les radios américaines), la pétition est adressée au PDG de Clear Channel Communications, Mark P. Mays. Les babillards électroniques d'Entertainment Weekly et VH1 sont à l'occasion remplis de messages de soutien envers Madonna, ainsi que de théories du complot sur les raisons de la non diffusion à la radio. D'autre part, la chanson est en tête de classement du Hot Dance Airplay pendant 7 semaines, et du Hot Dance Club Play pendant 2 semaines
. En avril 2010, le single digital s'est écoulé à 366 000 exemplaires aux États-Unis.
Au Royaume-Uni, la chanson débute à la première place du classement des singles, le 26 février 2006. Sorry devient le 12e titre de Madonna à arriver en tête du classement, et le second single issu de l'album Confessions on a Dance Floor à arriver à son sommet, ce qui fait de Madonna l'artiste féminine ayant le plus de titre numéros un au classement et place la chanteuse en 5e position du classement tout sexe confondu,. En 2013, le single s'est vendu à plus de 200 000 exemplaires et est certifié disque d'argent,.
Le single débute en France à la 66e place du classement édité par le SNEP la semaine du 18 février 2006, et culmine la semaine suivante à la 5e place. Sorry se place en 24e position des meilleures ventes du 1er trimestre 2006 et en 9e position des téléchargements trimestriels. En Belgique, le titre débute en Flandre et en Wallonie respectivement à la 11e et 15e place de l'Ultratip Bubbling Under la semaine du 4 février 2006,, avant de culminer en 8e position de l'Ultratop flamand le 25 mars et en 4e position de l'édition wallonne le 11 mars 2006,. En outre, le single est classé no 1 en Italie, Espagne et Écosse,.

## Clip vidéo
Le clip vidéo associé au single est tourné à Londres en janvier 2006, alors que la chanteuse prépare sa prochaine tournée, et incorpore des éléments de l'émission de télévision américaine Pimp My Ride,. Le projet est dirigé par le chorégraphe de longue date[réf. nécessaire] de Madonna, Jamie King, et contient des chorégraphies créée par les Talauega Brothers,. La vidéo tournée le 17 janvier 2006 au "Bagleys Film Studios" à Londres a été diffusée le 8 février, quatre jours après le compte à rebours organisé lors de l'émission Total Request Live sur MTV.
Sorry est la suite de la vidéo Hung Up. La vidéo a été filmée à Londres. La vidéo commence lorsque Madonna et ses danseurs sortent d'une boîte de nuit (celle de la vidéo Hung Up). Le clip est divisé en quatre parties; la troupe de Madonna est scindée, les danseuses sortent de la boîte de nuit et empruntent un van, ensuite elles enlèvent des hommes, puis font une compétition de danse dans une Dance Cage contre les danseurs mâles et enfin le clip finit dans une roulathèque où elle fait du patin à roulettes avec le reste de la troupe. Il existe une version censurée où Madonna fait un doigt d'honneur à la caméra ainsi qu'une version remixée avec des scènes inédites du tournage ainsi que des images des leaders mondiaux, la pauvreté, la déforestation et la guerre qui sera utilisée pour une interlude lors du Confessions Tour en 2006.
- Directeur : Jamie King
- Producteur : Nicola Doring
- Directeur de la photographie : Tim Maurice-Jones
- Montage : Johan Söderberg
- Compagnie productrice : HSI London

## Interprétations scéniques
Madonna interprète Sorry lors de la tournée promotionnelle de l'album Confessions on a Dance Floor.

## Versions
| 1. | Sorry (Radio Edit)               | 4:01 |
| 2. | Let It Will Be (Paper Faces Mix) | 7:30 |
| 3. | Sorry (Man With Guitar Mix)      | 7:23 |

| 1. | Sorry (Radio Version)                   | 3:59 |
| 2. | Let It Will Be (Paper Faces Vocal Edit) | 5:24 |

| 1. | Sorry (Single Edit)                     | 3:58 |
| 2. | Sorry (Man With Guitar Edit)            | 6:04 |
| 3. | Sorry (Pet Shop Boys Maxi-Mix)          | 8:36 |
| 4. | Sorry (Paul Oakenfield Remix)           | 7:22 |
| 5. | Sorry (Green Velvet Remix)              | 6:07 |
| 6. | Let It Will Be (Paper Faces Vocal Edit) | 5:24 |

## Crédits
- Écriture et Production – Madonna, Stuart Price
- A&R des remix – Orlando Puerta
- Illustration de la pochette – Giovanni Bianco
- Photographie (recto) – Marcin Kokowski
- Photographie (verso) – Steven Klein
- Management – Angela Becker, Guy Oseary

Crédits issus du single CD.

## Classements
| Classement (2006)                                | Meilleure position |
| ------------------------------------------------ | ------------------ |
| Allemagne (Media Control AG)                     | 5                  |
| Australie (ARIA)                                 | 4                  |
| Australie (ARIA Club Tracks) (Pet Shop Boys mix) | 11                 |
| Australie (ARIA Dance)                           | 3                  |
| Australie (ARIA Digital Track)                   | 10                 |
| Autriche (Ö3 Austria Top 40)                     | 8                  |
| Belgique (Flandre Ultratop 50 Dance)             | 4                  |
| Belgique (Flandre Ultratop 50 Singles)           | 8                  |
| Belgique (Wallonie Ultratop 50 Dance)            | 4                  |
| Belgique (Wallonie Ultratop 50 Singles)          | 4                  |
| Canada (Digital Songs)                           | 2                  |
| Danemark (Tracklisten)                           | 3                  |
| Écosse (OCC)                                     | 1                  |
| Espagne (PROMUSICAE)                             | 1                  |
| États-Unis (Adult Pop Songs)                     | 36                 |
| États-Unis (Dance/Mix Show Airplay)              | 1                  |
| États-Unis (Dance Club Songs)                    | 1                  |
| États-Unis (Hot 100)                             | 58                 |
| États-Unis (Latin Pop Airplay)                   | 33                 |
| États-Unis (Pop 100)                             | 46                 |
| Finlande (Suomen virallinen lista)               | 3                  |
| France (SNEP)                                    | 5                  |
| Grèce (IFPI Greece)                              | 1                  |
| Hongrie (Dance Top 40)                           | 1                  |
| Hongrie (Rádiós Top 40)                          | 1                  |
| Hongrie (Single Top 40)                          | 9                  |
| Irlande (IRMA)                                   | 5                  |
| Italie (FIMI)                                    | 1                  |
| Norvège (VG-lista)                               | 2                  |
| Nouvelle-Zélande (RMNZ)                          | 12                 |
| Pays-Bas (Nederlandse Top 40)                    | 2                  |
| Pays-Bas (Single Top 100)                        | 2                  |
| Roumanie (Romanian Top 100)                      | 1                  |
| Royaume-Uni (UK Dance Chart)                     | 1                  |
| Royaume-Uni (UK Download Chart)                  | 2                  |
| Royaume-Uni (UK Singles Chart)                   | 1                  |
| Slovaquie (IFPI Rádio)                           | 66                 |
| Suède (Sverigetopplistan)                        | 7                  |
| Suisse (Schweizer Hitparade)                     | 4                  |
| Tchéquie (IFPI Rádio)                            | 2                  |

| Classement (2006)                       | Position |
| --------------------------------------- | -------- |
| Allemagne (Media Control AG)            | 73       |
| Australie (Dance Singles)               | 8        |
| Australie (Physical Singles)            | 63       |
| Australie (Top 100 Singles)             | 78       |
| Autriche (Ö3 Austria Top 40)            | 60       |
| Belgique (Flandre Ultratop 50 Singles)  | 47       |
| Belgique (Wallonie Ultratop 50 Singles) | 38       |
| États-Unis (Hot Dance Singles Sales)    | 4        |
| France (SNEP)                           | 55       |
| Hongrie (Dance Top 100)                 | 8        |
| Hongrie (Rádiós Top 100)                | 5        |
| Italie (FIMI)                           | 4        |
| Pays-Bas (Nederlandse Top 40)           | 31       |
| Pays-Bas (Single Top 100)               | 45       |
| Roumanie (Romanian Top 100)             | 11       |
| Royaume-Uni (UK Singles Chart)          | 44       |
| Suède (Sverigetopplistan)               | 80       |
| Suisse (Schweizer Hitparade)            | 33       |

| Classement (années 2000)         | Position |
| -------------------------------- | -------- |
| États-Unis (Hot Dance Club Play) | 19       |

| Pays                  | Certification | Ventes  |
| --------------------- | ------------- | ------- |
| Canada (Music Canada) | Or            | 40 000  |
| Royaume-Uni (BPI)     | Argent        | 200 000 |
| Suède (GLF)           | Platine       | 20 000  |

## Anecdotes
- Le van a été modifié d'un vieux véhicule par la version anglaise de MTV's Pimp My Ride.
- La pochette du disque devait être une issue d'une photo de Steven Klein, mais la maison de disques a contacté Marcin Kokowski[105] du site "Mad-eyes" pour utiliser sa photo prise au G.A.Y. club et fut retravaillée par Giovanni Bianco.

## Compléments